# Ambassade de France au Gabon
L'ambassade de France au Gabon est la représentation diplomatique de la République française auprès de la République gabonaise. Elle est située à Libreville, la capitale du pays, et son ambassadeur est, depuis 2024, Fabrice Mauriès.

## Ambassade
L'ambassade est située sur le Boulevard de la Nation dans le quartier de Batterie IV, à Libreville. L’ancienne ambassade était située en centre-ville, au 185 rue du Pont Pirah.

## Ambassadeurs de France au Gabon
| De   | À    | Ambassadeur                   |
| ---- | ---- | ----------------------------- |
| 1960 | 1963 | Jean Risterucci               |
| 1963 | 1964 | Paul Cousseran                |
| 1964 | 1965 | François Simon de Quirielle   |
| 1965 | 1972 | Maurice Delauney              |
| 1972 | 1975 | Jean Ribo                     |
| 1975 | 1979 | Maurice Delauney              |
| 1979 | 1981 | Maurice Robert                |
| 1981 | 1982 | Robert Cantoni                |
| 1982 | 1986 | Pierre Dabezies               |
| 1986 | 1994 | Louis Dominici                |
| 1994 | 1995 | Jean-Pierre Courtois          |
| 1995 | 1998 | Michel Lunven                 |
| 1998 | 2003 | Philippe Selz                 |
| 2003 | 2008 | Jean-Marc Simon               |
| 2008 | 2011 | Jean-Didier Roisin            |
| 2011 | 2014 | Jean-François Desmazières (d) |
| 2014 | 2018 | Dominique Renaux              |
| 2018 | 2021 | Philippe Autié                |
| 2021 | 2024 | Alexis Lamek                  |
| 2024 | auj. | Fabrice Mauriès               |

## Relations diplomatiques

### Sao Tomé-et-Principe
Dès l'indépendance de l'archipel en janvier 1975, la France nomme son ambassadeur au Gabon auprès de la république de Sao Tomé-et-Principe. De 1980 à 1988, c'est l'ambassadeur basé à Luanda qui est accrédité auprès de Sao Tomé-et-Principe.

## Consulats
Outre le consulat général de Libreville, il existe un bureau consulaire à Port-Gentil ainsi que deux consuls honoraires basés à Franceville et Gamba.

## Consulat

### Communauté française
Au 31 décembre 2016, 10 600 Français sont inscrits sur les registres consulaires au Gabon. Au 31 décembre 2011, les 11 217 inscrits étaient répartis entre les deux circonscriptions consulaires : Libreville : 8 728 • Port-Gentil : 2 489. Les binationaux représentent le tiers de la communauté française.
| 2001  | 2002  | 2003  | 2004  |
| ----- | ----- | ----- | ----- |
| 8 288 | 8 563 | 8 938 | 8 832 |

| 2005  | 2006   | 2007  | 2008   |
| ----- | ------ | ----- | ------ |
| 9 763 | 10 031 | 9 647 | 10 402 |

| 2009   | 2010   | 2011   | 2012   |
| ------ | ------ | ------ | ------ |
| 10 994 | 10 960 | 11 217 | 11 153 |

| 2013   | 2014   | 2015   | 2016   |
| ------ | ------ | ------ | ------ |
| 10 969 | 10 582 | 10 568 | 10 600 |

| 2017  | 2018  | 2019  | 2020  |
| ----- | ----- | ----- | ----- |
| 9 795 | 9 036 | 8 563 | 7 790 |

| 2021  | - | - | - |
| ----- | - | - | - |
| 7 162 | - | - | - |

### Circonscriptions électorales
Depuis la loi du 22 juillet 2013 réformant la représentation des Français établis hors de France avec la mise en place de conseils consulaires au sein des missions diplomatiques, les ressortissants français du Gabon élisent pour six ans quatre conseillers consulaires. Ces derniers ont trois rôles : 
1. ils sont des élus de proximité pour les Français de l'étranger ;
2. ils appartiennent à l'une des quinze circonscriptions qui élisent en leur sein les membres de l'Assemblée des Français de l'étranger ;
3. ils intègrent le collège électoral qui élit les sénateurs représentant les Français établis hors de France.

Pour l'élection à l'Assemblée des Français de l'étranger, le Gabon appartenait jusqu'en 2014 à la circonscription électorale de Libreville, comprenant aussi la Guinée équatoriale et Sao Tomé-et-Principe, et désignant trois sièges. Le Gabon appartient désormais à la circonscription électorale « Afrique centrale, australe et orientale » dont le chef-lieu est Libreville et qui désigne cinq de ses 37 conseillers consulaires pour siéger parmi les 90 membres de l'Assemblée des Français de l'étranger.
Pour l'élection des députés des Français de l’étranger, le Gabon dépend de la 10e circonscription.